# Обухович, Николай Владимирович
Никола́й Влади́мирович Обухо́вич (21 февраля 1936, Ленинград — 1 сентября 2016, Санкт-Петербург) — советский и российский кинорежиссёр-документалист, оператор и сценарист, заслуженный деятель искусств Российской Федерации (2002).
В список лучших фильмов всех времён и народов (по мнению российских кинокритиков), опубликованный к 100-летию кинематографа в «Искусстве кино» (№ 11, 1995), включён и фильм Обуховича «Наша мама — герой».

## Биография
Коле был год, когда его отца — Василия Обуховича арестовали (семья его больше никогда не увидит, он погиб в лагерях) и его матери — Людмиле Николаевне, чтобы выжить, пришлось устроиться работать в санаторий в городе Пушкин. Там она вскоре повстречала Владимира Карловича Шульца, прибалтийского немца, детского воспитателя, заменившего её сыну отца. В 1941 году в самом начале войны Николай был крещён в Знаменской церкви города Пушкин. Шульц ушёл на фронт, а когда вернулся без ноги, они с матерью поженились. Так урождённый Васильевичем Николай стал Владимировичем. Именно отчим, неплохо рисовавший сам, обучил этому воспитанника.
Николай поступил в среднюю художественную школу при Академии художеств (в Ленинграде), которую окончил в 1954 году. В 1959 году окончил постановочный факультет Ленинградский государственный театральный институт им. А. Н. Островского (мастерская Н. Акимова) по специальности «Художник-технолог сцены» и был принят на киностудию «Ленфильм», где работал декоратором, а затем художником («Мальчик с коньками»).
С 1962 года работал оператором на фильмах Ленинградской студии кинохроники (Ленинградская студия документальных фильмов с 1968). 
В 1970 году окончил Высшие курсы сценаристов и режиссёров в Москве (мастерская Е. Вермишевой), вернулся на ЛСДФ (ныне — Санкт-Петербургская студия документальных фильмов) и стал работать режиссёром.
Имел учеников и последователей (В. Балаян, А. Хамидходжаев и другие), помогал им в осуществлении самых дерзких проектов («Англетер», 1989). С 2002 года преподавал в Санкт-Петербургском государственном университете кино и телевидения, руководил творческой мастерской «Режиссёр неигрового кино- и телефильма».
Со своими работами режиссёр был в конкурсах многих союзных, российских, а также международных кинофестивалей в Австрии, Германии, Польше, Швеции, США, участвовал в работе жюри VIII Открытого фестиваля неигрового кино «Россия», (1997), 20-го Международного кинофестиваля документальных, короткометражных игровых и анимационных фильмов «Послание к человеку», (2010).
За свою жизнь Обухович сделал достаточно много: снял более трёх десятков документальных фильмов, более 100 сюжетов для кинопериодики, 3 спецвыпуска. Был режиссёром 20 номеров киножурналов, автором документальных многосерийных циклов для телеканала «Культура».
Член Союза кинематографистов СССР (Ленинградское отделение).
Н. В. Обухович скончался 1 сентября 2016 года. Похоронен на Серафимовском кладбище в Санкт-Петербурге.

### Семья
Был женат, сын Владимир Обухович (род. 1965) — сценарист, режиссёр, начальник отдела художественно-публицистических программ телеканала «Культура».

## Творчество
С первых шагов Обухович являлся ярким представителем авторского направления в документалистике — даже там, где касался самых ключевых, знаковых тем эпохи. В его портретах женщин-героинь труда — «Председатель Малинина» (1976), «Наша мама — герой» (1979) — ещё тогда многие усматривали черты «нечеловеческого лица социализма», будто бы они только используются режиссёром как повод для высказывания.

Увы, личное пронизано общественным, скреплено им, но режиссёр не сколачивает из материала человеческого существования метафору уродливой социальности. Он чувствителен к жизни как таковой, не сводимой к метафоре, но вместе с тем «ловит» в кадр её, жизни, податливую готовность принять те формы, каковые в любой момент могут быть ей предписаны.
— Андрей Шемякин, «Новейшая история отечественного кино», 2001
Прежде чем выйти, фильм «Председатель Малинина» подвергался многократным цензурным переделкам, ведь речь шла об отмеченной всеми советскими наградами передовике Малининой П. А.. Ещё одну ленту о Герое Соцтруда Голубевой В. Н. «Наша мама — герой» вообще 10 лет продержали на полке — курировавший фильм Ивановский обком партии имел категорические возражения из-за того, что в нём полностью демифологизирован советский культ труда.

Несчастная ткачиха, которая получает ордена и работает на 10 станках, у неё заброшена семья, муж и сын едят на кухне рыбу с газеты, и, приходя домой, она снимает сапоги с опухших ног и плачет в коридоре.
 Ею манипулирует власть, но и режиссёр манипулирует ею против  власти.
 В лице Николая Обуховича киновласть обрела идеального противника.
— Анна Ганшина, «ЛСДФ. Начало и конец истории», 2016
«Диалоги» (1986), в основе которого репетиция-концерт «Поп-механики» Сергея Курёхина в ленинградском клубе «Маяк», тоже стал своеобразным идеологическим камнем преткновения — его долго не хотели выпускать в прокат и собирались положить на полку. Он был показан главному идеологу Политбюро ЦК КПСС Е. К. Лигачёву и подвергся резкой критике в печати. Было и письмо К. Хачатуряна, профессора Московской консерватории: «В  нарядном дворцовом зале, который никак не вяжется с тем, что там  происходит…». Чтобы спасти фильм, Обуховичу пришлось доснимать «вступительное слово» поэта Андрея Вознесенского, который пояснял зрителям, что это фильм-эксперимент, который нельзя воспринимать, как обычную научно-популярную ленту.

Обнародованная история «полочного» фильма «Наша мама — герой», верховная ругань товарища Лигачёва по адресу «Диалогов» — эти две акции во времена крепчающей гласности были достаточным основанием для того, чтобы Николай Обухович проснулся знаменитой жертвой режима. Но он слишком хорошо знал цену и тем, кто разрешил прозрение, и тем, кто прозевал по команде, чтобы купиться на подобный титул. Все семидесятые-восьмидесятые Н. О. честно пытался соответствовать общепринятым стандартам кинопублицистики, но неизменно открывал бытийное измерение там, где пропаганда хотела бы оперировать одномерными клише.
— Андрей Шемякин, «Новейшая история отечественного кино», 2001
Какую бы из тем ни брал Обухович для следующего фильма, это всегда был выбор между кино и пропагандой, а по сути выбор между изображением и словом. В системе, когда было регламентировано всё, кроме способа сказать, Обухович предпочитал непрямое говорение на кинематографическом языке. Даже в жанровом «заказном» материале нетривиальные и тонкие фактуры Обуховича обрастают дополнительными смыслами и контекстами, нетипичность его подхода сильно бросается в глаза в сравнении с другими документальными киноочерками того времени.  

Упорное разглядывание быта, формирующего существование героя, и сосредоточенное фиксирование человеческих реакций – являются отличительными чертами его кинематографического стиля.
 Вглядываясь в лица людей и регистрируя всплески неподдельных эмоций, он выстраивал драматургию, основанную на хрупком чувственном восприятии окружающей реальности. Наверное, от этого работы Николая Обуховича, вне зависимости от тематики, кажутся лиричными, честными и в высшей мере гуманистическими.
— Иван Бортников, «Николай Обухович. Коллекционер человеческих эмоций», 2016
Вплоть до перестройки Обухович оставался «невыездным» режиссёром. Первый широкий показ «Нашей мамы…» состоялся в 1989 году на фестивале в Мюнхене.
 К середине 90-х, когда производство на Санкт-Петербургской студии документальных фильмов фактически прекратилось, Обухович с горечью признавал:   
И вот кончилась эта эпоха, остались все голые и непонятно, чем это всё кончится, потому что потеряли всю эту культуру, этот эзопов язык и что теперь делать? Сегодня нет никакой борьбы, надо бороться лишь за то, чтобы достать деньги…

## Фильмография
Оператор
- 1963 — Тринадцатый старт
- 1965 — Второе рождение
- 1965 — Гордое смирение (совместно с Ю. Александровым)[15]
- 1965 — Спокойная сталь (совместно с Ю. Заниным)[16]
- 1966 — На благо моряка
- 1966 — На режиссёрских уроках (совместно с Ю. Заниным)[17]
- 1966 — Письма с Невского пятачка[18]
- 1967 — Классы (совместно с Ю. Заниным)[19]
- 1967 — Срочно требуется песня (совместно с Ю. Заниным)
- 1968 — Земля на ладонях
- 1968 — Судьбы книг — судьбы людей[20]
- 1969 — А завтра в море (совместно с О. Роменским)[21]
- 1969 — Назван именем Ленина (совместно с Ю. Александровым)[22]

Режиссёр
- 1971 — Вся сталь Абакумова[23]
- 1971 — Помнить всегда[24]
- 1971 — Чтобы ничего не случилось
- 1972 — НОТ на КИПе
- 1972 — Скорый Москва – Ленинград[25]
- 1973 — 38-й километр (также автор сценария совместно с Б. Лобковым)[26]
- 1973 — До детства обратный билет[27]
- 1973 — Мне о России надо говорить…[28]
- 1974 — Большие хлопоты[29]
- 1974 — Что ты делаешь вечером?[30]
- 1975 — Калужские рубежи
- 1976 — Председатель Малинина[31]
- 1977 — Ночь разведённых мостов[32]
- 1979 — Арктика на всю жизнь[33]
- 1979→1989 — Наша мама — герой (также автор сценария)[34]
- 1981 — Балтийский ветер[35]
- 1982 — Призвание учитель[36]
- 1982 — Тыл[37]
- 1983 — Золотая пластинка-2[38]
- 1984 — Из семейного альбома[39]
- 1984 — Колхоз «Красный маяк» (также автор сценария)[40]
- 1985 — Золотая пластинка-3[41]
- 1985 — Приём по личным вопросам[42]
- 1986 — Диалоги (также автор сценария)[43]
- 1986 — Золотая пластинка-4 (также автор сценария)[44]
- 1987 — В поисках портрета[45]
- 1988 — Жизнь по лимиту[46]
- 1988 — Четвёртый сон Анны Андреевны[47]
- 1989 — И не кончается строка (также автор сценария)[48]
- 1992 — Сонм белых княжон
- 1995 — Не о Сталине[49]
- 1998 — День Вознесения
- 2000 — Кинолетопись России № 5 (альманах)
- 2004 — Ноев ковчег Виктора Дольника

## Награды и премии
«Вся сталь Абакумова» (1972)
- Приз Кировского завода на фестивале о рабочем классе.

«Председатель Малинина» (1976)
- Первый приз X ВКФ в Риге;
- Первый приз ВКФ в Куйбышеве;
- Первый приз на фестивале в Ярославле;
- Золотая медаль ВДНХ;
- Почётный диплом Международного фестиваля документального и анимационного кино в Лейпциге.

«Из семейного альбома» (1984)
- Почётный диплом Кинофестиваля в Тампере;
- Почётный диплом XXI Кинофестиваля в Кракове.

«Наша мама — герой» (1979—1989)
- Приз за лучший документальный фильм II ВКФ неигрового кино в Воронеже (1990);
- Приз критиков II ВКФ неигрового кино в Воронеже (1990);
- Приз зрительских симпатий II ВКФ неигрового кино в Воронеже (1990).

«Не о Сталине» (1995)
- Приз Свердловской киностудии, VII Открытый фестиваль неигрового кино «Россия»;
- Приз Союза кинематографистов России — «За выдающийся вклад в развитие неигрового кино», VII Открытый фестиваль неигрового кино «Россия» (1996)[50][51].

«День Вознесения» (1998)
- Премия и золотая медаль «Бронзовый Пегас» — «За поэтический язык Евразии»[3];

- 1999 — Золотая пушкинская медаль — «За вклад в развитие, сохранение и приумножение традиций отечественной культуры» (1999).
- 2002 — Заслуженный деятель искусств Российской Федерации — «За заслуги в области искусства»[52];
- 2008 — Премия «Лавровая ветвь» — «За вклад в кинолетопись» (2008)[53].